# Vụ hỏa hoạn Dhaka 2010
Vụ hỏa hoạn Dhaka 2010 là một vụ cháy xảy ra từ ngày 3 đến ngày 3 tháng 6 năm 2010 tại Dhaka, thủ đô Bangladesh.
Ngọn lửa bùng phát vào khoảng 10h30 tối khi một máy biến áp điện phát nổ. Mật độ của các tòa nhà của thành phố làm cho nó khó cháy. Vụ cháy liên quan đến nhiều tòa nhà ở khu vực Nimtola.
Ngọn lửa đã khống chế được sau vài giờ chữa cháy. Bất chấp những nỗ lực, không thể đến được với những người bị cầm tù đúng giờ. Hậu quả của vụ cháy là ít nhất 126 người chết, hơn 200 người bị thương. Hầu hết đã bị đốt cháy, một số người phải chịu hậu quả của sự sụp đổ của mái nhà.
Chính quyền nước này đã khởi xướng tố tụng trong vấn đề này. Ngày 5 tháng 6 là một ngày quốc tang trong cả nước.